# Les Misérables (1998)
Les Misérables är en film från 1998 i regi av Bille August, baserad på Victor Hugos roman från 1862 med samma titel. Huvudrollerna spelas av Liam Neeson, Geoffrey Rush, Uma Thurman och Claire Danes.

## Roller
- Liam Neeson - Jean Valjean
- Geoffrey Rush - Javert
- Uma Thurman - Fantine
- Claire Danes - 19-åriga Cosette
- Mimi Newman - 8-åriga Cosette
- Hans Matheson - Marius Pontmercy
- Jon Kenny och Gillian Hanna - Thénardiers
- John McGlynn - Carnot
- Kelly Hunter - Mme Victurien
- Shane Hervey - Gavroche
- Lennie James - Enjolras
- Sylvie Koblizkova - Éponine